# نهر ماماسا
نهر ماماسا هو نهر في سولاوسي، إندونيسيا. إنه أحد روافد نهر سادانغ.